# Perdita physalidis
Perdita physalidis är en biart som beskrevs av Timberlake 1958. Perdita physalidis ingår i släktet Perdita och familjen grävbin. Inga underarter finns listade i Catalogue of Life.